# Лускокрилі на поштових марках СРСР
Лускокри́лі на пошто́вих ма́рках — назва одного з розділів тематичного колекціонування знаків поштової оплати: поштових марок, кляйнбогенів (художньо оформлених малих поштових аркушів) та поштових блоків, присвячених лускокрилим чи пов'язаних з ними, введених до обігу дирекцією з видання та експедирування знаків поштової оплати Міністерства зв'язку СРСР.
Мініатюри, що емітуються поштовими відомствами із зображенням лускокрилих, надходять до поштового обігу різних країн світу. При цьому, здебільшого, вибір лускокрилих для друку на поштових марках не обмежується тими видами, що поширені у межах даного регіону, а присвячені навіть екзотичним видам, що мешкають в інших країнах та природних зонах. Комахи на поштових марках — це улюблена тема філателістів, поява якої тісно пов'язана із розширенням асортименту знаків поштової оплати. Однак ця тематична категорія надзвичайно широка, бо включає в себе практично всю різноманітність видів комах, що мешкають на планеті Земля: на поштових марках багатьох країн світу зображені метелики (або лускокрилі), а також представлені різні жуки (або твердокрилі), бджоли та інші комахи. Найчастіше колекціонери збирають серії марок саме із зображеннями лускокрилих, що можливо пов'язане із величезною кількістю видів лускокрилих, а також великим різноманіттям їх форм, розмірів та кольорів у забарвленні, широким поширенням по всьому світу. Велике розмаїття художніх і схематичних зображень лускокрилих на поштових марках різних країн у чималому ступеню сприяло виділенню ще однієї теми колекціонування. Можливості сучасної поліграфії дозволяють виконати мініатюри на поштових марках вельми якісно та барвисто, завдяки чому комахи на них виглядають надзвичайно реалістично. Отже, описана тематика становить величезну художню цінність. Крім того, подібні поштові марки мають властивості своєрідного візуального засобу інтелектуального розвитку, тому що з їхньою допомогою, при бажанні, стає можливим вивчення основ біології та ентомології. Лускокрилі, що зображені на марках, завдяки своєму зовнішньому вигляду дуже часто призводять колекціонерів в естетичний захват. На поштових марках не обов'язково відображається комаха у цілому — в обігу трапляються мініатюри, що зображають тільки візерунок та форму їхніх крил. На деяких поштових марках зображення супроводжує латинська назва виду. Серед колекціонерів філателісти, які одержимо збирають марки із зображеннями лускокрилих часто зустрічаються особи, котрі настільки віддані своїй тематиці, що усі інші поштові марки, що находяться за межами обраної ними теми, вважають неважливими. Серед каталогів поштових марок, які в числі іншого популяризують тематичну філателію, до припинення свого існування у колах філателістичної громадськості користувався певним авторитетом двомовний каталог марок «Domfil» [Домфіл] (текстова частина каталогу наводилася іспанською та англійською мовами), який видавався з 1988 по 2006 роки в Барселоні (Іспанія). Даний каталог виходив із друку форматом A4 (170×240 мм), мав ілюстрації в кольорі, які найчастіше відтворювали відповідні поштові марки зменшеними на 50 % від свого реального розміру і фактично (де-факто) став основним джерелом відомостей про характер поштових емісій на ту чи іншу тему (мотив). Цей каталог поштових марок (як і усі інші каталоги) для зручності у пошуку привласнював поштовим маркам власні ідентифікаційні номери. Номер, що був наданий поштовій марці видавцями каталогу «Домфіл», складався з двох розділених крапкою цифр. Перша група цифр відображала три останні знаки року випуску поштової марки, а друга — її порядковий номер серед випусків відповідної країни за певною (зазначеної у заголовку) темою каталогу. Наприклад, у випуску тематичного каталогу «Лускокрилі», присвяченого мініатюрам із зображеннями метеликів, зазначено «Болгарія № 968.3», що означає: марка була випущена у 1968 році в Болгарії і вона виявилася третьою в цій країні з зображенням лускокрилих. Однак така нестандартна схема нумерації філателістичного матеріалу, яка була обрана редакцією цього каталогу, з часом була приречена на неминуче виникнення «проблеми 2000 року»: починаючи з 2000 року, перші три цифри ідентифікаційних номерів поштових марок обнулились, що стало збивати з пантелику не тільки досвідчених користувачів, але й звичайних читачів: раптово номера марок нових емісій стали менше, ніж номери марок, випущених раніше.
Пам'ятні (комеморативні) поштові марки, присвячені лускокрилим з Червоної книги СРСР, емітувалися в СРСР з 1986 по 1991 рік. Знаки поштової оплати було надруковано на підприємствах Держзнаку Міністерства фінансів СРСР.

## Історія та опис
Перша серія з п'яти поштових марок, яка присвячена лускокрилим, була випущена до обігу поштою СРСР в 1986 році. Вона мала назву «Червона книга СРСР. Лускокрилі». У 1987 році серію було подовжено: надійшло до обігу ще п'ять багатобарвних поштових марок. Пізніше (в 1991 році) було підготовлено та емітовано поштовий блок «Охорона природи — актуальна тема філателії» — поштово-благодійний випуск у фонд допомоги Союзу філателістів СРСР до 25-річчя.

## Список комеморативних марок
Послідовність розташування елементів у таблиці відповідає номеру за офіційним каталогом марок СРСР (ЦФА), також у дужках наведено номери за каталогом «Міхель».
| № у каталозі      | Зображення | Опис та джерело | Номінал, карб | Дата введення в обіг | Тираж     | Дизайн            |
| ----------------- | ---------- | --- | ------------- | -------------------- | --------- | ----------------- |
| № 5705 (Mi #5584) |            | рос. Серия «Красная Книга СССР. Бабочки»: Медведица красноточечная (Серія «Червона книга СРСР. Лускокрилі»: Utetheisa pulchella). | 0,04          | 18 березня 1986 року | 6 500 000 | Іван Сущенко      |
| № 5706 (Mi #5585) |            | рос. Серия «Красная Книга СССР. Бабочки»: Зеринтия кавказская (Серія «Червона книга СРСР. Лускокрилі»: Allancastria caucasica). | 0,05          | 18 березня 1986 року | 6 500 000 | Іван Сущенко      |
| № 5707 (Mi #5586) |            | рос. Серия «Красная Книга СССР. Бабочки»: Зорька Зегрис (Серія «Червона книга СРСР. Лускокрилі»: Zegris eupheme). | 0,10          | 18 березня 1986 року | 5 300 000 | Іван Сущенко      |
| № 5708 (Mi #5587) |            | рос. Серия «Красная Книга СССР. Бабочки»: Лента орденская малиновая (Серія «Червона книга СРСР. Лускокрилі»: Catocala sponsa). | 0,15          | 18 березня 1986 року | 4 200 000 | Іван Сущенко      |
| № 5709 (Mi #5588) |            | рос. Серия «Красная Книга СССР. Бабочки»: Сатир Бишоффа (Серія «Червона книга СРСР. Лускокрилі»: Satyrus bischoffii). | 0,20          | 18 березня 1986 року | 3 200 000 | Іван Сущенко      |
| № 5761 (Mi #5640) |            | рос. Почтовый блок: «Наш дом — Земля» (Красная книга) (поштовий блок: «Наш будинок — Земля» (Червона книга)). | 0,50          | 10 вересня 1986 року | 800 000   | Юрій Левиновський |
| № 5799 (Mi #5678) |            | рос. Серия «Красная Книга СССР. Бабочки»: Алкиной (Серія «Червона книга СРСР. Лускокрилі»: Atrophaneura alcinous). | 0,04          | 15 січня 1987 року   | 6 000 000 | Іван Сущенко      |
| № 5800 (Mi #5679) |            | рос. Серия «Красная Книга СССР. Бабочки»: Махаон (Серія «Червона книга СРСР. Лускокрилі»: Papilio machaon). | 0,05          | 15 січня 1987 року   | 5 700 000 | Іван Сущенко      |
| № 5801 (Mi #5680) |            | рос. Серия «Красная Книга СССР. Бабочки»: Алексанор (Серія «Червона книга СРСР. Лускокрилі»: Papilio alexanor). | 0,10          | 15 січня 1987 року   | 4 000 000 | Іван Сущенко      |
| № 5802 (Mi #5681) |            | рос. Серия «Красная Книга СССР. Бабочки»: Хвостоносец Маака (Серія «Червона книга СРСР. Лускокрилі»: Papilio maackii). | 0,15          | 15 січня 1987 року   | 3 300 000 | Іван Сущенко      |
| № 5803 (Mi #5682) |            | рос. Серия «Красная Книга СССР. Бабочки»: Подалирий (Серія «Червона книга СРСР. Лускокрилі»: Iphiclides podalirius). | 0,30          | 15 січня 1987 року   | 3 200 000 | Іван Сущенко      |
| № 6291 (Mi #5682) |            | рос. Почтово-благотворительный выпуск в фонд помощи Союзу филателистов СССР (25-летие): почтовый блок «Охрана природы — актуальная тема филателии» (поштовий блок «Охорона природи — актуальна тема філателії» — поштово-благодійний випуск у фонд допомоги Союзу філателістів СРСР, що був емітований до його 25-річчя). | 0,20+0,10     | 5 лютого 1991 року   | 700 000   | М. Морозов        |